# Tế Tỉnh Triệt Ngộ
Tế Tỉnh Triệt Ngộ (zh. 際醒徹悟 Jìxǐng Chèwù, 1741-1810), cũng được gọi là Tế Tỉnh Đại sư, là một vị cao tăng, Thiền sư Trung Quốc đời Thanh. Ông thuộc tông Lâm Tế, là đệ tử nối pháp của Thiền sư Túy Như Thuần dòng Khánh Sơn. Người đời sau tôn xưng ông là vị tổ thứ 12 của tông Tịnh Độ tại Trung Quốc.

## Hành trạng
Ông họ Mã, tự Nột Đường, hiệu Mộng Đông, sinh vào giờ Mùi ngày 14 tháng 10 niên hiệu Càn Long thứ 6 (1741) tại huyện Phong Nhuận, tỉnh Hà Bắc, cha tên Mã Vạn Chương là nho sĩ, mẹ họ Cao. Từ nhỏ ông đã học tập và am hiểu các kinh sử của Nho gia. Năm 22 tuổi, nhân một lần bị bệnh nặng, ông tỉnh ngộ lẽ vô thường nên xuất gia với Hòa thượng Vĩnh Trì ở am Tam Thánh tại Hà Bắc. Năm sau ông thọ giới cụ túc tại chùa Tụ Vân.
Ông từng tham học với nhiều vị Hòa thượng, Pháp sư đương thời như ngài Long Nhất, Tuệ Ngạn, Biến Không và học yếu chỉ các kinh như: Viên Giác, Lăng Nghiêm, Duy Thức, Pháp Hoa, Kim Cương. Nhờ đó mà ông thông suốt cả về tính lẫn tướng.
Mùa đông năm Càn Long thứ 33 (1768), ông đến học pháp hướng thượng với Thiền sư Túy Như Thuần tại chùa Quảng Thông. Ông nỗ lực tham cứu thoại đầu và đại ngộ, được truyền tâm ấn, nối pháp tông Lâm Tế đời thứ 36 và dòng Khánh Sơn đời thứ 7.
Năm Càn Long thứ 38 (1773), ngài Túy Như về an dưỡng tại Vạn Thọ tự, ông được kế thừa trụ trì chùa Quảng Thông. Ông lãnh chúng tham thiền trong 14 năm không biết mệt mỏi, danh tiếng vang rộng từ Bắc tới Nam. Trong một lần bị bệnh, ông niệm Phật được khỏi, lại thấy Thiền sư Vĩnh Minh tuy là bậc long tượng trong Thiền mà còn kiêm tu Tịnh Độ nên ông quyết định hướng tâm về Tịnh Độ. Từ đó mỗi ngày ông hạn định thời gian tiếp khách, thời gian còn lại thì chuyên tâm lễ bái hoặc niệm Phật.
Năm Càn Long thứ 57 (1793), ông về trụ trì chùa Giác Sinh. Tại đây ông đã trùng tu điện đường, xây dựng liêu xá, chấn hưng Tịnh Độ tông.
Năm Gia Khánh thứ 5 (1800), ông dời về chùa Tư Phúc ở núi Hồng Loa, Bắc Kinh để ẩn tu đến cuối đời. Đệ tử theo ông về đây tu tập rất đông, ông không quản ngại khó khăn cùng chúng bửa củi, gánh nước, lấy bùn đất đắp thành một ngôi điện đường. Ông nỗ lực truyền bá pháp môn niệm Phật và giáo nghĩa tông Tịnh Độ, tăng tục khắp nơi đến tham học rất tấp nập, khiến cho nơi này trở thành một ngôi đại tùng lâm vào thời đó. Ông được mọi người tôn kính gọi Thiền sư Hồng Loa Triệt Ngộ.
Tháng 2 năm Gia Khánh thứ 15 (1810), ông về chùa Vạn Thọ quét dọn, lễ bái tháp mộ Tổ Túy Như lần cuối. Ông cũng cáo biệt các vị hộ pháp, thí chủ ở gần núi và khuyên họ: "Ảo hóa không lâu, đời người không còn mãi, hư sinh đáng tiếc. Các ông nên nỗ lực niệm Phật, ngày nào đó sẽ gặp lại ở Tây Phương." Tháng 3, ông trở lại núi Hồng Loa và căn dặn về việc trà tỳ sau khi qua đời cũng như giao phó lại chức trụ trì cho đệ tử. Ông khai thị:
"Pháp môn niệm Phật bình dân, thâu nhiếp cả ba căn (thượng, trung, hạ), không người nào là không tu được. Tôi trong nhiều năm qua khổ công tạo đạo trường để tiếp độ những người từ xa tới cùng tu tịnh nghiệp. Những quy tắc tôi đã đặt ra hãy tuân thủ đừng sửa đổi, đừng phụ lão tăng."
Nửa tháng trước khi tịch, ông có bệnh nhẹ, bèn nhờ môn nhân trợ niệm. Một hôm ông thấy trong hư không có vô số tràng phan, bảo cái bay đến bèn nói với chúng: "Cảnh Tây phương đã hiện, tôi sắp về Tây rồi!" Đệ tử buồn thảm, tha thiết xin ông tiếp tục trụ thế, ông dạy rằng: "Trăm năm gửi tạm, nay đã có chỗ về, các ông phải vì tôi mà hãnh diện, sao lại khổ sở giữ lại?"
Đến ngày 16 tháng 12 cùng năm, ông cho thiết trai Niết Bàn. Qua giờ Thân ngày 17, ông nói với chúng: "Hôm qua tôi đã thấy Văn Thù, Quán Âm, Thế Chí, ba vị đại sĩ, nay lại thấy Phật thân đến tiếp dẫn. Tôi sẽ đi hôm nay." Đại chúng chắp tay niệm Phật lớn tiếng, ông ngồi kiết già chắp tay về hướng Tây nói "Niệm một câu hồng danh, thấy một phần tướng tốt." rồi kiết ấn A-di-đà an nhiên mà hóa. Ông thọ 70 tuổi, hạ lạp 49 năm. Nhục thân để trong khám bảy ngày vẫn còn tươi như lúc sống, tóc từ bạc chuyển sang màu đen. Chúng đệ tử đem nhục thân trà tỳ thu được hơn 100 viên xá lợi lóng lánh nhập tháp Phổ Đồng.

## Tác phẩm
Các tác phẩm do ông sáng tác gồm có:
- Niệm Phật Già Đà
- Triệt Ngộ Thiền Sư Ngữ Lục
- Mộng Đông Thiền Sư Di Tập